# نادي المطرية
نادي المطرية الرياضي تم تأسيسه عام 1957 بمنطقة المطرية بمحافظة القاهرة منطقة شرق القاهرة حيث يقع بشارع ترعة الجبل لملم محطة مترو انفاق المطرية ، يذكر أن أول رئيس للنادي كان أحمد افندي صلاح منطاوي